# Beybienkoa wongabella
Beybienkoa wongabella är en kackerlacksart som beskrevs av Roth, L. M. 1991. Beybienkoa wongabella ingår i släktet Beybienkoa och familjen småkackerlackor. Inga underarter finns listade.